# Кальви, Готтардо
Готтардо Кальви (итал. Gottardo Calvi; 2 октября 1818, Милан — 2 сентября 1846, Милан) — итальянский журналист и общественный деятель.
Окончил юридический факультет Павийского университета (1839). Занимался юридической практикой, путешествовал по Франции, Швейцарии, Бельгии, итальянским государствам. Затем Кальви получил место заместителя заведующего нумизматической коллекцией в галерее Брера, что дало ему время и средства для творческих досугов.
В 1843 году Кальви сменил Джачинто Батталью на посту редактора журнала Rivista europea. Под его руководством журнал был перепрофилирован из преимущественно литературного в издание более широкого профиля, освещающее различные социальные, экономические и научные вопросы. Кальви охотно писал об опыте общественного устройства Англии и Франции. Один из аспектов этого опыта заинтересовал его особо: это был опыт создания обществ взаимного кредита для малоимущих. На конгрессе итальянских учёных в Лукке 19 сентября 1843 года Кальви выступил с докладом на эту тему, обратившись к съезду с призывом инициировать создание такого общества в Италии. Конгресс разошёлся во взглядах на эту инициативу и поручил Кальви подготовить более подробное исследование вопроса. Кальви посвятил себя этому исследованию и следующему съезду итальянских учёных 25 сентября 1844 года в Милане представил результаты своих разысканий. Съезд назначил комиссию для более подробного изучения вопроса; разочарованный Кальви надолго уехал в Париж, фактически передав руководство журналом в руки Карло Тенка, а после возвращения в Милан внезапно умер.
В 1844 году Кальви опубликовал небольшую брошюру о старинном аббатстве Кьяравалле в окрестностях Милана (итал. L'abbazia di Chiaravalle presso Milano, monumento del XII secolo). Посмертно вышла ещё одна его брошюра, «Бергамо и железная дорога от Милана до Венеции» (итал. Bergamo e la strada ferrata da Milano a Venezia).